# École nationale supérieure d'électrotechnique, d'électronique, d'informatique, d'hydraulique et des télécommunications
De École nationale supérieure d'électrotechnique, d'électronique, d'informatique, d'hydraulique et des télécommunications, ook wel ENSEEIHT, is een in 1907 opgerichte grande école (technische universiteit) in Toulouse.

## Diploma
Mensen met een diploma van van de ENSEEIHT worden bijvoorbeeld technisch manager of onderzoeker in een werkbouwkundige omgeving.
Diploma's die te behalen zijn:
- Ingenieursdiploma Master : 'Ingénieur ENSEEIHT' (300 ECTS)
- Doctoraatsscholen
- Mastère Spécialisé, een eenjarige opleiding voor verdere specialisatie.

Daarnaast kunnen studenten een Massive open online course volgen, een cursus waarbij het cursusmateriaal wordt verspreid via het internet.